# The Turning Point (Toto)
The Turning Point è un singolo del gruppo musicale statunitense Toto, pubblicato nel 1996 come sesto estratto dall'album Tambu.

## Descrizione
La title track è stata scritta da tutta la band con Stan Lynch. Il singolo ha avuto un buon successo commerciale, tanto da posizionarsi quindicesimo nella Billboard Hot 100. Il brano presenta delle risonanze alternate fra hard rock e pop rock, che è uno dei pochi a contenere parti per chitarra elettrica ma nessun assolo e in cui Steve Lukather duetta con Jenny Douglas-McRae.

## Videoclip
Il videoclip mostra il gruppo che si esibisce nel suo studio, e, in controimmagine si possono vedere alcune città in cui i Toto sono stati in tour. Nel video compaiono anche Jenny Douglas-McRae e John James, anche se questa sarà la loro ultima apparizione con i Toto, che, riunendosi con Bobby Kimball, porranno fine alla collaborazione, anche se parteciperanno al tour del successivo Mindfields.

## Tracce
CD single Europa
1. The Turning Point (Edit) – 4:05
2. The Road Goes On – 4:26
3. Time is The Enemy – 5:40

Durata totale: 14:11
CD single Austria
1. The Turning Point – 4:05
2. The Road Goes On – 4:26

Durata totale: 8:31

## Formazione
- Steve Lukather - chitarra elettrica, voce
- Jenny Douglas-McRae - voce
- John James - voce
- Phillip Ingram - voce
- Ricky Nelson - voce
- David Paich - tastiera, voce
- Steve Porcaro - tastiera
- Mike Porcaro - basso, tastiera
- Simon Phillips - percussioni, tastiera
- Paulinho da Costa - percussioni